# Інсинуація
Інсинуа́ція  (лат. insinuatio, дос. «закрадливість», від лат. insinuo — 
«проникаю») — навмисне повідомлення негативних, неправдивих відомостей (або навіть вигадок, наклеп), з метою зганьбити, заплямувати, знеславити когось, що подається натяком (тобто не прямо, а непрямою вказівкою на факти і обставини) або таємно. Мета інсинуації — підірвати у слухачів і/або читачів довіру до об'єкта інсинуацій, а отже до його доводів або поведінки.
Особливою підгрупою інсинуацій є ті, що спрямовані проти осіб, що мають владні можливості: у такому випадку часто немає чіткої негативної морально-етичної оцінки, щоб уникнути судових (позасудових) репресій.